# André Mouton
André Mouton (* 15. Mai 1924 in Savignac-Lédrier, Dordogne; † 21. Januar 2017) war ein französischer Schriftsteller. Er war Häftling in den Konzentrationslagern Buchenwald und Dora-Mittelbau und hat an den Todesmärschen über den Harz, von Nordhausen über Osterode nach Oker teilgenommen. Er war Namensgeber der André-Mouton-Realschule in Goslar-Oker, die später in der Adolf-Grimme-Gesamtschule aufgegangen ist.

## Biografie
Mouton wurde 1924 als zweites Kind von Cathérine und Louis Mouton geboren. Sein Vater war Landwirt. André Mouton hatte einen Bruder (Albert), der als Résistance-Kämpfer ums Leben kam. Die Familie lebte bis zur Verhaftung Moutons in Corgnac-sur-l’Isle. André Mouton wurde Bäcker und arbeitete bis zu seiner Deportation in diesem Beruf. Am 26. August 1943 wurde er wegen Waffenbesitzes nach einer Denunziation verhaftet. Der Transport nach Deutschland verlief über Limoges und Compiègne zunächst in das KZ Buchenwald. Im Januar 1944 wurde er nach Mittelbau-Dora bei Nordhausen verlegt, um den Tunnel, das Lager und später die V-Waffen zu bauen. Am 8. April 1945 wurde er mit vielen Mithäftlingen auf einen der vielen so genannten „Todesmärsche“ gezwungen. Dieser führte ihn von Nordhausen über Osterode und Clausthal-Zellerfeld nach Oker. Hier begann noch eine lange Odyssee durch Norddeutschland, bevor er am 15. Mai 1945 befreit wurde und nach Frankreich zurückkehren konnte. Bis 1957 arbeitete er wieder in seinem alten Beruf. Von 1957 bis zu seiner Pensionierung 1981 lebte er in Paris und arbeitete bei der Firma Thompson. Ab 1981 wohnte er in Trélissac bei Périgueux (Dordogne), wo er auch seine Memoiren über die Zeit der Deportation verfasste. Sie brachten ihm nationale und internationale Anerkennung ein. 
Solange er konnte, ging André Mouton regelmäßig in Schulen, um über die Zeit des Nationalsozialismus und das Leben in einem Konzentrationslager zu berichten. Goslar, besonders Oker und der Realschule Oker, war er seit 1998 verbunden. Ihm zu Ehren und auf Initiative des Schulleiters Roßdeutscher wurde der Schule sein Name gegeben. Nach der Auflösung der Schule und Übernahme durch die Adolf-Grimme-Gesamtschule ging sein Name 2015 auf den Platz mit der Stele des Harzer Wegzeichenprojekts über.

## Werke
- André Mouton: Unverhoffte Wiederkehr aus dem Harz. Brumby Verlag, Goslar 2000, ISBN 3-934231-11-X.
- André Mouton: Retour Inespéré, La vérité sur la Déportation. France 2002.